# Icuk Sugiarto

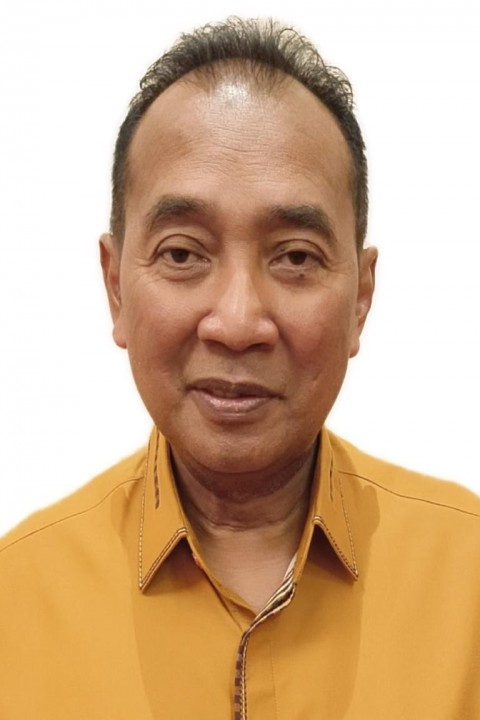
Icuk Sugiarto, 2023

Icuk Sugiarto (* 4. Oktober 1962 in Solo, Jawa Tengah) ist ein ehemaliger Badmintonspieler aus Indonesien. Tommy Sugiarto, ebenfalls im Badminton erfolgreich, ist sein Sohn.

## Karriere
Icuk Sugiarto gewann 1982 die Indonesia Open und holte im gleichen Jahr Silber und Gold bei den Asienspielen. Bei der 3. Badminton-Weltmeisterschaft 1983 gewann er den Titel im Herreneinzel. 1987 und 1989 reichte es noch einmal zu Bronze.

## Erfolge
| Saison | Veranstaltung     | Disziplin    | Platz | Name                               |
| ------ | ----------------- | ------------ | ----- | ---------------------------------- |
| 1982   | Indonesia Open    | Herreneinzel | 1     | Icuk Sugiarto                      |
| 1982   | Asienspiele       | Mixed        | 2     | Icuk Sugiarto / Ruth Damayanti     |
| 1982   | Asienspiele       | Herrendoppel | 1     | Icuk Sugiarto / Christian Hadinata |
| 1983   | Weltmeisterschaft | Herreneinzel | 1     | Icuk Sugiarto                      |
| 1984   | Thailand Open     | Herreneinzel | 1     | Icuk Sugiarto                      |
| 1984   | Malaysia Open     | Herreneinzel | 1     | Icuk Sugiarto                      |
| 1985   | Thailand Open     | Herreneinzel | 1     | Icuk Sugiarto                      |
| 1985   | Weltcup           | Herreneinzel | 1     | Icuk Sugiarto                      |
| 1986   | Weltcup           | Herreneinzel | 1     | Icuk Sugiarto                      |
| 1986   | Indonesia Open    | Herreneinzel | 1     | Icuk Sugiarto                      |
| 1987   | All England       | Herreneinzel | 2     | Icuk Sugiarto                      |
| 1987   | Weltmeisterschaft | Herreneinzel | 3     | Icuk Sugiarto                      |
| 1988   | Indonesia Open    | Herreneinzel | 1     | Icuk Sugiarto                      |
| 1988   | French Open       | Herreneinzel | 1     | Icuk Sugiarto                      |
| 1989   | Weltmeisterschaft | Herreneinzel | 3     | Icuk Sugiarto                      |